# Манджипани, Эндрю
Эндрю Манджипани (англ. Andrew Mangiapane; род. 4 апреля 1996, Болтон, Онтарио) — канадский хоккеист, левый нападающий клуба НХЛ «Эдмонтон Ойлерз». Чемпион мира 2021 года, а также MVP и лучший снайпер турнира в составе сборной Канады.

## Игровая карьера

### Юниорские лиги
Манджипани не был выбран в Приоритетном драфте Хоккейной лиги Онтарио (OHL) после сезона 2012/13 в Хоккейной лиге Большого Торонто (GTHL) в составе «Торонто Джуниор Канадиенс U-18 AAA», где он набрал 36 (14+22) очков в 32 играх, а затем подписал контракт с «Барри Кольтс» в качестве свободного агента. По итогам своего первого сезона в ОХЛ (2013/2014) Манджипани был выбран в Первую сборную лучших новичков лиги. Несмотря на хороший дебют, он не получил рейтинга от Центрального скаутского бюро НХЛ и не был выбран для участия в Драфте НХЛ 2014 года. В сезоне ОХЛ 2014/2015 Манджипани в 68 играх набрал 104 очка, забив 43 гола и отдав 61 передачу. В следующем сезоне он был назначен альтернативным капитаном «Барри Кольтс».

### «Калгари Флэймз»

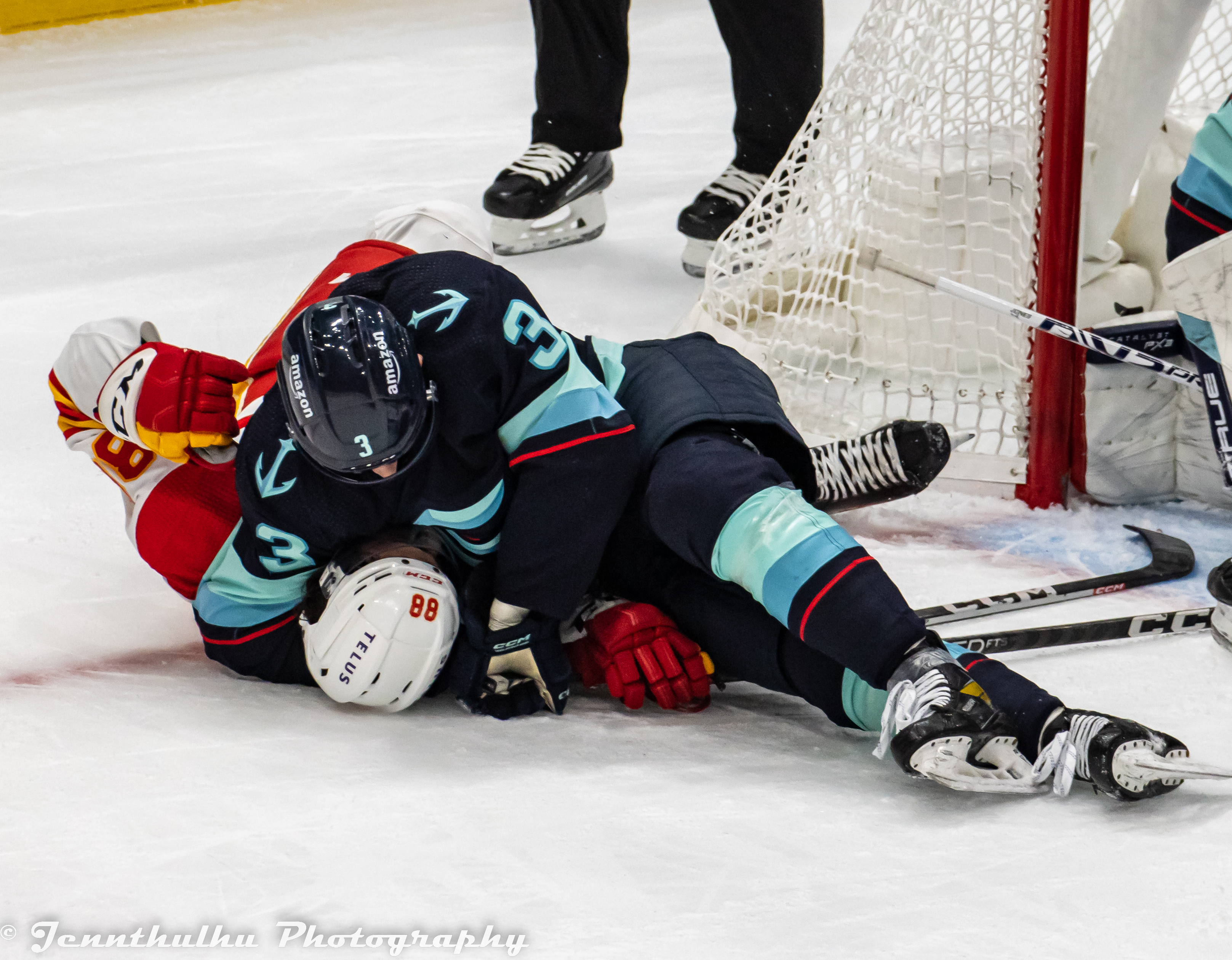
Драка Эндрю Манджипани (снизу) с Уиллом Боргеном из «Сиэтл Кракен».

23 марта 2016 года Манджипани подписал контракт начального уровня с «Калгари Флэймз», который выбрал его на Драфте НХЛ 2015 года в 6-м раунде под общим 166-м номером. Перед этим драфтом Манджипани занял 85-е место в рейтинге Центрального скаутского бюро НХЛ среди североамериканских хоккеистов. Скауты описали Манджипани как низкорослого форварда, способного сыграть на двух флангах, с хорошими катанием, скоростью, ловкостью и защитой шайбы.
После посещения тренировочного лагеря «Флэймз» перед сезоном НХЛ 2017/2018, Манджипани был переведён в фарм-клуб «Стоктон Хит», выступающий в Американской хоккейной лиге (АХЛ). Он дебютировал в НХЛ 31 января 2017 года в игре против «Чикаго Блэкхокс». 15 января 2018 года, после семи игр за основу, его вернули в АХЛ.
Манджипани начал сезон 2018/2019 в АХЛ за «Стоктон». 30 ноября 2018 года он был вызван в «Калгари» после того, как набрал 14 очков в 13 играх за «Хит». Хотя он был переведён в АХЛ 16 декабря,вскоре его вернули в основу, после того, как Михаэл Фролик был переведён в резерв из-за травмы. 13 января 2019 года Манджипани заработал своё первое очко в НХЛ в победном матче с «Аризона Койотис», ассистировав капитану Марку Джиордано в первом периоде. Манджипани подписал с «Калгари» двухлетний контракт на 4,85 миллиона долларов 16 октября 2020 года, всего за четыре дня до запланированного арбитражного слушания.
2 августа 2022 года подписал с командой новый трёхлетний контракт.
28 июня 2024 года был обменян в «Вашингтон Кэпиталз» на выбор во втором раунде драфта 2025.

## Международная карьера
В составе сборной Канады Манджипани участвовал в чемпионате мира 2021 года, который канадцы выиграли, а Эндрю стал MVP и лучшим снайпером (вместе с Лиамом Кирком), и был выбран в Сборную всех звёзд турнира. Также участвовал в чемпионате мира 2024 года, где в составе сборной Канады занял четвертое место.

## Личная жизнь
Манджипани имеет итальянские корни по отцу и шотландские по матери.

## Статистика
| Легенда | Легенда                    | Легенда | Легенда                   | Легенда | Легенда    |
| ------- | -------------------------- | ------- | ------------------------- | ------- | ---------- |
| И       | Количество проведённых игр | Штр     | Штрафное время            | +/−     | Плюс-минус |
| Г       | Голы                       | П       | Голевые передачи          | О       | Очки       |
| -       | Статистика неизвестна      | —       | Статистика не учитывалась |         |            |

## Достижения
| Достижение                         | Год  | Прим.  |
| ---------------------------------- | ---- | ------ |
| OHL                                |      |        |
| Первая сборная лучших новичков     | 2014 | [ 21 ] |
| Вторая сборная всех звёзд          | 2016 |        |
| Международные                      |      |        |
| Чемпион Мира                       | 2021 | [ 19 ] |
| MVP Чемпионата Мира                | 2021 | [ 22 ] |
| Сборная всех звёзд Чемпионата Мира | 2021 |        |